# Rodalben (Verbandsgemeinde)
Rodalben est une Verbandsgemeinde (collectivité territoriale) de l'arrondissement du Palatinat-Sud-Ouest dans la Rhénanie-Palatinat en Allemagne. Le siège de cette Verbandsgemeinde est dans la ville de Rodalben.
La Verbandsgemeinde de Rodalben consiste en cette liste d'Ortsgemeinden (municipalités locales) :

Localisation de la Verbandsgemeinde de Rodalben dans l'arrondissement de Palatinat-Sud-Ouest

1. Clausen
2. Donsieders
3. Leimen
4. Merzalben
5. Münchweiler an der Rodalb
6. Rodalben